# Braian Samudio
Braian José Samudio Segovia (ur. 23 grudnia 1995 w Ciudad del Este) – paragwajski piłkarz występujący na pozycji skrzydłowego lub napastnika, reprezentant Paragwaju, od 2024 roku zawodnik tureckiego Antalyasporu.